# Седеркруна, Ялмар
Ялмар Аксель Фриц Седеркруна (швед. Hjalmar Axel Fritz Cedercrona; 23 декабря 1883, Horn — 24 мая 1969, Ljungarum, Йёнчёпинг) — шведский гимнаст, чемпион летних Олимпийских игр 1908 года.
На Играх 1908 года в Лондоне Седеркруна участвовал только в командном первенстве, в котором его сборная заняла первое место.